# ميبد
ميبد (بالفارسية: میبد) هي منطقة سكنية تقع في إيران في قسم. يقدر عدد سكانها بـ 58,295 نسمة .

## أعلام
- عبد الكريم الحائري اليزدي